# Jean Bengué
Jean Bengué (Bangui, 12 novembre 1942 – Blois, 27 aprile 2015) è stato un cestista e politico centrafricano.

## Carriera
Con la Rep. Centrafricana ha disputato i Campionati mondiali del 1974.